# Титове
Ти́тове (до 14.08.1963 року — Водяне) — село в Україні, у Смирновській сільській громаді Пологівського району Запорізької області. Населення становить 702 осіб.

## Географія
Село Титове знаходиться на правому березі річки Берда, вище за течією примикає село Смирнове, нижче за течією на відстані 1 км розташоване село Ланцеве, на протилежному березі — села Олексіївка, Бережне і Більманка. По селу протікають пересихаючі струмки з загатами.
Розташоване за 24 км на південь від Кам'янки та за 16 км від залізничної станції Більманка.

## Історія
Титове заснували в кінці XVIII ст. переселенці з Полтавської та Чернігівської губерній.
У 1963р. село змінило назву на честь генерал-майора Червоної армії Титова Олексія Семеновича, що загинув та був похований у цьому селі.
12 червня 2020 року, відповідно до Розпорядження Кабінету Міністрів України від № 713-р «Про визначення адміністративних центрів та затвердження територій територіальних громад Запорізької області», увійшло до складу Смирновської сільської громади.
17 липня 2020 року, в результаті адміністративно-територіальної реформи і ліквідації Більмацького району, село увійшло до складу Пологівського району.

## Економіка
- ТОВ «Водяне».

## Об'єкти соціальної сфери
- Школа. Була школою I—II ступені, з 2011 року — школа І ступеня. Станом на 2013 рік у школі діє 1 клас, що складається з 9 учнів[3].
- Дитячий садочок. В даний час не працює.
- Будинок культури.
- Фельдшерсько-акушерський пункт.

## Пам'ятки
- Водяне — ландшафтний заказник місцевого значення.

## Відомі люди
В поселенні народився:
- Груба Володимир Іванович (1930–2001) — український науковець, гірничий інженер-електромеханік.